# Mar Zamora
Marielena Zamora (La Habana, 28 de noviembre de 1985) es una actriz de televisión y modelo cubana. Ella es conocida por sus personajes de Machún en la serie de Telemundo Enemigo íntimo (2018-20) y la abogada Nancy Muñoz en Por amar sin ley 2 (2019).

## Vida privada
Tiene una hija llamada Shakira que nació en 2001, fruto de su primera y desconocida relación que tuvo cuando tenía 21 años.

## Filmografía

### Telenovelas
- 2019 / Por amar sin ley / Nancy Muñoz[7][8]

- 2018 / Enemigo íntimo / Ochún[9][10]
- 2017 / La piloto / Cindy
- 2017 / Mi adorable maldición / Zuleyma[11]
- 2016 / Las amazonas / Jacinta Ruiz[12]
- 2014 / En otra piel / Rita García

### Series y programas de televisión
2017 / 40 y 20 / Yusnabis
2016 / Ruta 35 / Beatriz